# Мечты робота
«Мечты́ ро́бота» (англ. Robot Dreams) — испано-французский анимационный трагикомедийный фильм сценариста и режиссёра Пабло Бергера, основанный на одноимённом комиксе Сары Варон. Сюжет рассказывает о крепкой дружбе пса и робота на Манхэттене, Нью-Йорк, 1980-х годов. В картине нет ни одного устного диалога.
Мировая премьера фильма состоялась 21 мая 2023 года на 76-м Каннском кинофестивале в рамках программы «Специальный показ». На Международном фестивале анимационных фильмов в Анси мультфильм получил гран-при программы «Обратный отсчёт», а позднее был удостоен номинации на 96-й церемонии вручения премии «Оскар» в категории «Лучший анимационный фильм».

## Сюжет
Действие происходит в 1980-е годы в мире, населённом антропоморфными животными. Одинокий пёс живёт на Манхэттене, коротая вечера за телевизором, и мечтает о друге. Увидев рекламу робота-друга, он заказывает его и собирает. Пёс и робот быстро становятся друзьями, проводя всё время вместе: они гуляют по парку, едят фастфуд, катаются на роликах. С каждым днём их дружба всё крепчает.
Однажды в конце летнего сезона друзья приходят на пляж на Лонг-Айленде, где купаются и загорают. Однако вечером из-за попадания воды внутрь Робот не может встать, а Пёс не может тащить его. Пёс уходит, чтобы на следующий день прийти со смазочным маслом и инструментами и починить друга. Однако пляж закрывается до 1 июня следующего года. Робот неподвижно лежит на одном месте, его поливает дождём, затем покрывает снегом и заносит песком. У него происходит ряд встреч, не всегда приятных: зайцы-гребцы отламывают ему ногу, но зато весной птичка свивает возле Робота гнездо, и он помогает вырастить птенцов. Время от времени Робот погружается в мечты, представляя, как он выбирается с пляжа и возвращается домой, однако иногда в мечтах оказывается, что снова встретиться с Псом он уже не может. Тем временем Пёс празднует Хэллоуин и Новый год, не очень удачно посещает горнолыжный курорт, пускает воздушные змеи и даже заводит дружбу с Уткой, которая, впрочем, внезапно уезжает в Европу.
1 июня Пёс бежит на пляж, но находит только отломанную ногу Робота. Дело в том, что накануне на пляже обезьяна собирал металлолом и сдала найденные части Робота в утиль. Зашедший туда Енот скупает эти части и собирает нового Робота, вместо тела приделывая ему двухкассетный бумбокс. Пёс же со временем покупает нового робота-друга Тина. В результате и Енота с Роботом и у Пса с Тином возникает дружба, и они снова счастливы. Но однажды с крыши, где живёт Енот, Робот видит внизу Пса с Тином и включает песню «September», под которую они с Псом когда-то танцевали. Пёс узнаёт песню, и оба танцуют, каждый на своём месте. Пес и Тин идут по улице, и Робот бежит вслед. У перехода он обращает на себя внимание Пса, и оба узнают друг друга. Подходит Енот, и Робот понимает, что и у него, и у Пса теперь новые отношения. Они расходятся, Пёс уходит с Тином, а Робот с Енотом.

## Производство
В 2008 году Саре Варон предложили от неназванной анимационной студии снять фильм по её комиксу «Мечты робота». Предполагалось, что мультфильм будет полностью сделан с помощью компьютерной графики, но проект так и не был реализован.
Режиссёр Пабло Бергер впервые прочитал комикс Варон примерно в 2010 году, и он произвёл на него сильное впечатление. После работы над своими первыми двумя фильмами он вернулся к «Мечтам робота» и начал представлять, как можно было бы сделать из этого мультфильм.
Изначально Бергер планировал сотрудничать со студией Cartoon Saloon, но из-за пандемии COVID-19 в 2020 году отказался от этой идеи. В итоге, Бергер помог организовать работу нескольких анимационных студий по всей Испании, чтобы все-таки воплотить свой замысел в жизнь. Производство мультфильма началось в середине июня 2021 года в Мадриде, а позже к работе подключилась студия Ирунье в Памплоне, работая параллельно с командой из Мадрида.

## Премьера

### Фестивали
Мировая премьера мультфильма «Мечты робота» состоялась 21 мая 2023 года на 76-м Каннском кинофестивале в рамках программы «Специальный показ»; также мультфильм был показан на Международном фестивале анимационных фильмов в Анси 12 июня 2023 года, на Международном кинофестивале в Новой Зеландии 23 июля и на 29-м Кинофестивале в Сараево 14 августа. 7 сентября показ мультфильма состоялся на 48-м Международном кинофестивале в Торонто, а в октябре — на 56-м Кинофестивале в Сиджесе, на 67-м Лондонском кинофестивале и на 36-м Международном кинофестивале в Токио.

### Кинопрокат
6 декабря 2023 года мультфильм вышел в прокат в Испании, а 27 декабря — во Франции. Правами на распространение мультфильма в Северной Америке владеет компания Neon. В России премьера состоялась 25 января 2024 года.

### Домашний просмотр
8 октября 2024 года мультфильм был выпущен на DVD и Blu-ray в США.

## Приём

### Отзывы критиков
На сайте-агрегаторе рецензий Rotten Tomatoes мультфильм имеет рейтинг 100 % со средней оценкой 8,3 / 10 на основе 23 отзывов. На сайте Metacritic, где оценки выставляются на основе среднего арифметического взвешенного, у мультфильма 83 балла из 100 на основе 7 отзывов, что соответствует «всеобщему признанию».
Обозреватель издания Cinemanía Паула Арантзазу Руис оценила картину на 5 звёзд из 5, посчитав взаимоотношения пса и робота «самой удивительной и прекрасной дружбой в этом году».

### Включение в списки
Ряд изданий включили «Мечты робота» в свои списки лучших испанских фильмов 2023 года:
- 4-е место — El Periódico de Catalunya[англ.] (критики)[31]
- 5-е место — El Español[англ.] (консенсус Series & Más)[32]
- 6-е место — El Cultural[англ.] (критики)[33]
- 6-е место — El Mundo (Луис Мартинес)[34]
- 7-е место — Mondo Sonoro[англ.] (консенсус)[35]

### Награды
| Год  | Награда / фестиваль                                 | Категория                                  | Получатель             | Результат    | Прим.         |
| ---- | --------------------------------------------------- | ------------------------------------------ | ---------------------- | ------------ | ------------- |
| 2023 | Международный фестиваль анимационных фильмов в Анси | Гран-при программы «Обратный отсчёт»       | «Мечты робота»         | Победа       | [ 36 ]        |
| 2023 | 56-й Кинофестиваль в Сиджесе                        | «Лучший фильм»                             | «Мечты робота»         | Номинация    | [ 37 ]        |
| 2023 | 56-й Кинофестиваль в Сиджесе                        | Большой приз зрительских симпатий          | «Мечты робота»         | Победа       | [ 37 ]        |
| 2023 | Фестиваль Cinekid                                   | «Лучший детский фильм»                     | «Мечты робота»         | Номинация    | [ 38 ] [ 39 ] |
| 2023 | 36-я премия Европейской киноакадемии                | «Лучший анимационный фильм»                | «Мечты робота»         | Победа       | [ 40 ]        |
| 2023 | 44-я премия Общества кинокритиков Бостона           | «Лучший анимационный фильм»                | «Мечты робота»         | Второе место | [ 41 ]        |
| 2023 | 49-я премия Ассоциации кинокритиков Лос-Анджелеса   | «Лучший анимационный фильм»                | «Мечты робота»         | Второе место | [ 42 ]        |
| 2023 | 36-я премия Ассоциации кинокритиков Чикаго          | «Лучший анимационный фильм»                | «Мечты робота»         | Номинация    | [ 43 ]        |
| 2023 | 29-я премия «Форке»                                 | «Лучший анимационный фильм»                | «Мечты робота»         | Победа       | [ 44 ]        |
| 2023 | 20-я премия Ассоциации кинокритиков Сент-Луиса      | «Лучший анимационный фильм»                | «Мечты робота»         | Номинация    | [ 45 ]        |
| 2023 | 27-я премия Ассоциации кинокритиков Торонто         | «Лучший анимационный фильм»                | «Мечты робота»         | Победа       | [ 46 ]        |
| 2023 | 28-я премия Общества кинокритиков Сан-Диего         | «Лучший анимационный фильм»                | «Мечты робота»         | Номинация    | [ 47 ]        |
| 2023 | 28-я премия Кружка кинокритиков Флориды             | «Лучший анимационный фильм»                | «Мечты робота»         | Номинация    | [ 48 ]        |
| 2024 | 11-я премия «Ферос»                                 | «Лучший комедийный фильм»                  | «Мечты робота»         | Победа       | [ 49 ]        |
| 2024 | 11-я премия «Ферос»                                 | «Лучший оригинальный саундтрек»            | Альфонсо де Вилаллонга | Победа       | [ 49 ]        |
| 2024 | 11-я премия «Ферос»                                 | «Лучший постер»                            | Хосе Луис Агреда       | Победа       | [ 49 ]        |
| 2024 | 3-я премия «Кармен»                                 | «Лучший фильм неандалузского производства» | «Мечты робота»         | Номинация    | [ 50 ]        |
| 2024 | 3-я премия «Кармен»                                 | «Лучший монтаж»                            | Фернандо Франко        | Номинация    | [ 50 ]        |
| 2024 | 3-я премия «Кармен»                                 | «Лучшая работа арт-директора»              | Хосе Луис Агреда       | Номинация    | [ 50 ]        |
| 2024 | 16-я премия «Гауди»                                 | «Лучший анимационный фильм»                | «Мечты робота»         | Победа       | [ 51 ]        |
| 2024 | 16-я премия «Гауди»                                 | «Лучший адаптированный сценарий»           | Пабло Бергер           | Номинация    | [ 51 ]        |
| 2024 | 16-я премия «Гауди»                                 | «Лучшая оригинальная музыка»               | Альфонсо де Вилаллонга | Победа       | [ 51 ]        |
| 2024 | 44-я премия Лондонского кружка кинокритиков         | «Анимационный фильм года»                  | «Мечты робота»         | Номинация    | [ 52 ]        |
| 2024 | 38-я премия «Гойя»                                  | «Лучший мультипликационный фильм»          | «Мечты робота»         | Победа       | [ 53 ]        |
| 2024 | 38-я премия «Гойя»                                  | «Лучший адаптированный сценарий»           | Пабло Бергер           | Победа       | [ 53 ]        |
| 2024 | 38-я премия «Гойя»                                  | «Лучший монтаж»                            | Фернандо Франко        | Номинация    | [ 53 ]        |
| 2024 | 38-я премия «Гойя»                                  | «Лучшая музыка»                            | Альфонсо де Вилаллонга | Номинация    | [ 53 ]        |
| 2024 | 28-я премия «Спутник»                               | «Лучший анимационный фильм»                | «Мечты робота»         | Номинация    | [ 54 ]        |
| 2024 | 17-я премия Альянса женщин-киножурналистов          | «Лучший анимационный фильм»                | «Мечты робота»         | Номинация    | [ 55 ]        |
| 2024 | 96-я премия «Оскар»                                 | «Лучший анимационный фильм»                | «Мечты робота»         | Номинация    | [ 56 ]        |

## Комментарии
1. ↑  Во французский прокат вышел под названием Mon ami robot (с фр. — «Мой друг робот»).
2. ↑  Разделил награду с мультфильмами «Черепашки-ниндзя: Погром мутантов», «Человек-паук: Паутина вселенных» и «Крестьяне[пол.]».